# Rällinge
Rällinge är en gård i Lunda socken i Nyköpings kommun i Södermanland.
Rällinge omtalas i dokument första gången 1357 ("i Rellinge"). Namnet är dock av en typ som vanligen tillkommit under järnåldern, och troligen har bebyggelsen koppling till de järnåldersgravar som finns i anslutning till gårdsläget. Under 1500-talet består två hemman om 2 öres- och 16 penningland respektive 2 öres- och 20 penningsland, det första upptas ursprungligen som skatte men från 1554 som kronohemman, det andra redovisas redan 1544 som kronohemman. Det ena hemmanet var 1531 förlänat till fogden i Gripsholms län Olof Hansson på behaglig tid. Nuvarande huvudbyggnad är uppförd i ett plan med sadeltak 1873. De båda flyglarna som utgörs av parstugor i rödfärgat timmer är dock äldre, enligt uppgift uppförda 1745. Rällinge är känt för Rällinge-statyetten som påträffades på gårdens ägor på 1940-talet.